# 2e division d'infanterie (Vietnam du Sud)
Pour les articles homonymes, voir 2e division d'infanterie.
La 2e division d'infanterie (en vietnamien: Sư đoàn 2 Bộ Binh - en anglais: 2nd Division (South Vietnam)) de l'Armée de terre de la république du Viêt Nam  - l'armée de terre de l'État-nation du Sud-Viêt Nam qui a existé de 1955 à 1975 - faisait partie du 1er corps d'armée qui supervisait la région la plus septentrionale du Sud-Viêt Nam, le centre du Viêt Nam.

## Histoire
Les origines de la 2e division remontent au groupe mobile no 32, organisé par les Français fin 1953 dans le delta du fleuve Rouge, au nord du Viêt Nam. Après les accords de Genève de 1954, le groupe est transporté à Da Nang et réorganisé en 32e division d'infanterie début 1955. En 1960, la 2e division de campagne est rebaptisée 2e division d'infanterie:298. 
La 2e division est basée à Chu Lai, au sud de Tam Kỳ, dans la province de Quảng Tín (en), où se trouve également le 4e escadron de cavalerie. Chaque régiment de la division se voit attribuer une province distincte: 
- le 4e régiment est basé à la base d'appui-feu Bronco (Firebase Bronco - 15° 00′ 47″ N, 108° 37′ 41″ E) dans la province de Quảng Ngãi ;
- le 5e régiment était basé au camp de base de Hội An (en) (Hội An Base Camp) dans la province de Quảng Nam et
- le 6e régiment était basé à la base d'appui-feu Artillery Hill (Firebase Artillery Hill - 15° 24′ 07″ N, 108° 41′ 02″ E) dans la province de Quảng Tín (en).

Compte tenu de ses vastes responsabilités territoriales, la division est soutenue par 6 bataillons de Rangers frontaliers:19–20.
En avril-mai 1964, un bataillon de la division participe à l'Opération Quyet Thang 202.
Du 7 au 10 septembre 1965, le 2e bataillon du 4e régiment participe à l'opération Piranha (en) sur la péninsule de Batangan (en) avec le 3e bataillon de Marines vietnamiens et les forces des Marines américains:84. 
Le 8 décembre 1965, le 1er bataillon, 5e régiment de la division participe à l'opération Harvest Moon/Lien Ket 18 (en) dans la vallée de Quế Sơn avec le 11e bataillon de Rangers de l'Armée de terre de la république du Viêt Nam (Army of the Republic of Vietnam - ARVN) et la Task Force Delta de la 3e division de Marines des États-Unis. Le matin du 8 décembre, l'ARVN a commencé son avancée le long de la route 534 avec le 1er bataillon sur la gauche de la route et le 11e bataillon de Rangers sur la droite. À 13h30, les Rangers tombèrent dans une embuscade tendue par le 70e bataillon Viet Cong (VC) qui fut débordé en 15 minutes, perdant un tiers de ses hommes. Les autres se retirèrent et établirent un périmètre défensif à 1,2 km au nord-ouest et demandèrent un soutien aérien. Le 1er régiment est empêché de renforcer les Rangers par des tirs intensifs d'armes légères et de mortiers, et les frappes aériennes des Marines touchent les positions des VC. Plus tard dans la journée, des hélicoptères du HMM-161 transportèrent le 6e régiment de la division depuis Tam Kỳ pour remplacer le 11e Rangers:103–4. À 6h45 le 9 décembre, les 60e et 80e bataillon VC frappent la position du 1er bataillon ARVN, écrasant les postes de commandement du bataillon et du 5e régiment, tuant le commandant du 5e régiment et dispersant les forces ARVN restantes. Les VC lancent un assaut simultané sur la position du 6e régiment au nord, qui est repoussé. À 10 heures, les hélicoptères du HMM-161 et du HMH-361 commencent à faire atterrir le 2e bataillon du 7e régiment de Marines à 9 km à l'ouest de la position de l'ARVN et se déplacent vers le nord-est, établissant une position défensive à 2,5 km de leur zone d'atterrissage à la fin de l'après-midi. À 14h00, le HMM-261 a commencé à faire atterrir le 3e bataillon du 3e régiment de Marines (en) à 2,5 km au sud-est du 1er bataillon de l'ARVN et à 15h30, ils avaient établi le contact avec l'ARVN. Alors que les 3/3e Marines continuaient d'avancer vers le nord-ouest en direction de la colline 43, ils rencontrèrent une force d'environ 200 VC dans un combat qui se poursuivit jusqu'au crépuscule, lorsque les VC se retirèrent:105–6. L'opération se termine le 20 décembre, les Marines ont perdu 45 tués, l'ARVN 90 tués et 91 disparus et les VC 407 tués et 33 capturés:109. 
Fin 1965, le général William Westmoreland du COMUSMACV (Commander, U.S. Military Assistance Command, Vietnam) et son chef d'état-major des opérations, le général William E. DePuy (en), imputent la témérité de la division à son commandant « moins agressif », le général Hoàng Xuân Lãm, qui n'avait pas voulu ou pu faire bouger la division au cours de l'année:113–4.
Du 20 au 25 mars 1966, les 2e et 3e bataillon du 5e régiment de la division participent à l'opération Texas avec le 5e bataillon aéroporté de l'ARVN et des éléments de la 1re division de Marines des États-Unis qui combattent des éléments du 21e régiment de l'Armée populaire du Viêt Nam (People's Army of Vietnam - PAVN) et du 1er régiment du VC autour de la cote 141 au nord-ouest de Quảng Ngãi:120–8. 
À la fin du mois de mai 1966, le général Lãm est promu commandant du 1er corps d'armée, devenant ainsi le sixième commandant du 1er corps d'armée dans la zone nord en moins de trois mois, à la suite du soulèvement bouddhiste (en):138–9. 
Du 6 au 22 août 1966, les 2e et 4e bataillon de la division participent à l'opération Colorado/Lien Ket 52 (en) avec 3 bataillons de Marines vietnamiens et des éléments de la 1re division de Marines américaine contre la 2e division (en) PAVN dans le district de Hiệp Đức:213–20.
Du 26 au 30 mai 1967, le 6e régiment de la division mène l'opération Lien Ket 106 (en) avec le 1er groupe de Rangers de l'ARVN et en coordination avec l'opération Union II (en) du 5e régiment de Marines des États-Unis dans la vallée de Quế Sơn contre la 2e division de la PAVN:68–74. 
Du 6 au 31 juillet 1968, les 2e et 4e bataillons du 5e régiment de la division, appuyés par une batterie d'artillerie, participent à l'opération Pocahontas Forest (en), une opération de sécurité avec la division américaine dans la vallée de Quế Sơn:610–1. Tout au long des années 1968 et 1969, la division est jumelée à la division américaine et les brigades et régiments subordonnés des deux unités mènent une série d'opérations combinées intensives. Bien qu'ils n'aient rencontré qu'une faible résistance ennemie, les commandants américains ont jugé l'opération réussie:393 
Le 23 août 1968, au cours de l'offensive phase III (en) au sud de Da Nang, la division et deux bataillons de Rangers, avec l'appui aérien des Marines américains, ont repoussé les attaques des 31e et 38e régiment PAVN, tuant près de 300 PAVN avant qu'ils ne se retirent vers leurs bases sur l'île de Go Noi:657. 
Du 20 novembre au 9 décembre 1968, le 4e escadron de cavalerie blindée participe à l'opération Meade River (en), une opération de bouclage et de recherche de la 1re division de Marines contre la base PAVN/VC connue sous le nom de "Dodge City", au sud de Danang:426–36. 
En janvier 1972, le général Phan Hoa Hiep remplace le général Nguyễn Văn Toàn au poste de commandant de la division:476.
Au cours de l'offensive de Pâques de mai 1972, le 4e régiment est déplacé vers le nord pour renforcer la ligne Mỹ Chánh (en) au nord-ouest de Huế:56.La 2e division PAVN monte des opérations de diversion dans la province de Quảng Ngãi qui sont contrées par la division:74. 
Le 18 août 1972, à la suite d'un barrage d'artillerie effectué par des canons de 130 mm, la 711e division (en) PAVN a attaqué et capturé la ville de Quế Sơn et la base d'appui-feu Ross (en) (Firebase Ross), incluant 15 à 20 missiles TOW, alors secrets, parmi les équipements abandonnés. Les troupes du 5e régiment de la division qui défendaient Ross n'auraient pas réussi à remplir leur mission. Le 24 août, le commandant du 5e régiment, le colonel Nguyen Van Lu, et un commandant de bataillon ont été arrêtés pour leur rôle dans la perte de Ross et il a été rapporté que 2 500 soldats de l'ARVN manquaient à l'appel. Le 25 août, le général de brigade Phan Hoa Hiep a été relevé de son commandement pour la perte de la base d'appui-feu Ross, qui a été décrite comme la pire défaite sud-vietnamienne depuis l'apogée de l'offensive de Pâques, la division ayant été rendue temporairement inefficace au combat. Hiep a été remplacé par le colonel Tran Van Nhut, chef de la province de Bình Long. Une enquête a révélé que Hiep "manquait d'expérience dans le commandement d'une division" et ses performances ont été comparées à celles du commandant de la 3e division, le général Vũ Văn Giai (en), qui a été tenu responsable de la désintégration de cette division après la première bataille de Quảng Trị. Un conseiller américain a déclaré que la promotion de Nhut était "clairement basée sur le mérite",:486.
La division a mené de lourdes actions dans les provinces méridionales de Quang Tin et de Quảng Ngãi à la fin de l'année 1972. Fin septembre, le 5e régiment et le 77e bataillon de Rangers échouent dans un effort tardif pour sauver la ville du district de Tiên Phước dans la province de Quang Tin, mais la ville est ensuite reprise par le 2e régiment de la 3e division. Entre-temps, renforcés par le 4e bataillon de chars, le 78e bataillon de Rangers et le 2e groupe de Rangers, les 4e et 5e régiment de la division chassent le 52e régiment de la 2e division PAVN et des éléments de la 3e division PAVN de Mộ Đức et de Đức Phổ, deux villes importantes situées sur la route 1. Après avoir participé au succès de Tiên Phước, le 6e régiment retourne à la division depuis la 3e division et, avec le 1er groupe de Rangers, opère à l'est de la route 1 dans la péninsule de Batangan et autour de My Lai. Une tentative du 5e régiment de reprendre la ville de Ba Tơ, dans les hauts plateaux, échoue. Les 1er, 52e et 141e régiments de la 3e division de la PAVN s'opposent à la division à Quang Ngai à partir de ses bases dans le nord de la province de Binh Dinh:8–9. 

### 1973-1974
Au cours de la guerre des drapeaux (en) (aussi connu comme "Landgrab '73") qui a précédé la signature des accords de paix de Paris dans la province de Quảng Ngãi entre le 23 et le 26 janvier 1973, les forces VC se sont infiltrées dans les zones de rassemblement des basses terres et, le 27 janvier, ont attaqué dans toutes les basses terres, lançant des roquettes sur les capitales de province et de district, interdisant la route 1 et écrasant plusieurs avant-postes de la Force régionale (en) (Regional Forces - RF) et de la Force populaire (en) (Popular Forces - PF). Dans le sud de Quảng Ngai, le 52e régiment de la 2e division de la PAVN établit des défenses autour de la ville du district de Ba Tơ, qu'il contrôle depuis la fin de l'année 1972. Plutôt que de contester cette position, la division se déploie pour empêcher le 52e régiment de se déplacer vers les basses terres. Gardant son 1er régiment en réserve, la 2e division PAVN utilise un bataillon pour soutenir les forces VC dans le district de Mộ Đức, garde un bataillon dans la zone de base et déploie le troisième pour soutenir l'attaque du 141e régiment dans le district de Đức Thọ. Le 27 janvier, le 141e régiment, soutenu par deux bataillons du 12e régiment de la PAVN, 3e division, atteint la route 1 au sud de Đức Thọ et sécurise le reste du district au sud jusqu'à la frontière de la province de Bình Định, y compris la base de Sa Huỳnh (en) (Sa Huỳnh Base), dans laquelle deux bataillons du 12e régiment de la PAVN, 3e division, soutiennent l'attaque de la 2e division. Étant donné que les PAVN avaient bloqué la seule ligne de communication nord-sud et s'étaient assuré un port maritime, même petit et peu développé, dans le centre du pays et que les accords stipulaient un cessez-le-feu, l'ARVN pouvait difficilement laisser cette situation sans réagir. De vigoureuses contre-attaques menées par la division réussirent à chasser les PAVN de Sa Huỳnh le 16 février. Les pertes de la PAVN sont estimées à plus de 600 morts. Bien qu'ils se soient emparés de Sa Huỳnh seulement la veille du cessez-le-feu, les PAVN ont été indignés d'être éjectés des terres qu'ils occupaient "légitimement" au moment du cessez-le-feu:23–4. 
Après sa victoire à Sa Huỳnh, la division doit aider les forces régionales et populaires à débarrasser les basses terres situées à l'ouest de la route 1 des restes des unités VC. En octobre, la division pouvait se prévaloir d'un succès substantiel dans cette mission, et l'accent fut mis sur le maintien de la pression sur les unités VC locales jusqu'à ce qu'elles se retirent dans les contreforts. Les bataillons de la division, renforcés par des Rangers et des RF/PF, ont poussé dans le piedmont pour bloquer les lignes de ravitaillement du VC vers la côte, trouver et détruire les bases de ravitaillement, empêcher l'accès à la récolte de riz, protéger les villages de réfugiés et sécuriser l'autoroute 1 contre les attaques du VC. À ces missions générales s'ajoutait une exigence très spécifique, imposée non seulement par les ordres du 1er corps d'armée mais aussi par l'honneur de la division : défendre Sa Huỳnh. Cette mission est confiée au 4e régiment, qui dispose de deux bataillons retranchés dans les collines surplombant le petit village de pêcheurs. Le 4e, avec un bataillon de RF attaché et un autre sous le commandement du chef de district, est responsable de la sécurité dans le district de Duc Pho à Quang Ngai, mais son contrôle s'étend à peine à 5 km à l'ouest de la route 1. Le 5e régiment avait des missions parallèles à celles du 4e, mais opérait dans le district côtier central de Mộ Đức. Le 5e a été renforcé par deux bataillons de RF, mais son succès dans les manœuvres à l'ouest de la route I a également été limité, bien que la sécurité le long de la route ait été raisonnablement bien maintenue. Le 6e régiment est responsable du secteur allant de Chu Lai à la limite de la division au nord de Tam Ky et, comme les deux autres régiments, il entretient de nombreux contacts avec les VC locaux au cours de l'automne et de l'hiver 1973. Il y avait 6 ponts principaux et au moins 25 travées plus courtes le long de la route 1 dans le secteur de la division. Tous devaient être protégés et la mission était presque toujours confiée aux forces RF/PF. Les sapeurs VC atteignirent le pont Sa Bau au sud de Tam Ky le 26 décembre et le jetèrent dans la rivière. Le jour de Noël, ils ont fait sauter le pont Tra Can dans le district de Duc Pho, juste sous le nez d'une compagnie de la FR. Le général Tran Van Nhut, commandant de la division, était tellement furieux de cette débâcle, le commandant de la compagnie RF avait été averti qu'une unité VC avait été vue en reconnaissance pour l'attaque, qu'il a jeté le capitaine en prison. Selon le général Nhut, une partie au moins du problème de l'inefficacité territoriale dans la province de Quảng Ngãi était due au fait qu'un pourcentage très élevé des troupes de la RF/PF et de la Force d'autodéfense du peuple avaient des parents dans les rangs des VC ; les loyautés familiales prenaient souvent le pas sur les ordres et les devoirs militaires:62–3. 
Le 4 mai 1974, un bataillon d'infanterie de la PAVN envahit le village de Nui Ya, puis attaque Ky Tra, un village tentaculaire situé sur une route secondaire dans les collines à l'ouest de Chu Lai. Des tirs de mortier, de roquettes et d'artillerie s'abattent sur la 931e compagnie de RF, deux pelotons de PF et une soixantaine de miliciens de la Force d'autodéfense populaire. Pendant que Ky Tra était attaquée, les quatre bases d'appui-feu de l'ARVN situées à proximité ont essuyé des tirs nourris de mortiers et de roquettes. Le contact a été perdu avec les défenseurs le 5 mai, lorsque le 1er régiment d'infanterie PAVN de la 2e division a occupé Ky Tra. Cette manœuvre a placé une importante force PAVN en position de soutenir les attaques contre la ligne de communication vers le district de Tiên Phước et de bloquer les mouvements terrestres vers Hau Duc. L'attaque de Ky Tra marque le début des attaques par le feu et des attaques terrestres contre les bases et les avant-postes de l'ARVN dans les provinces de puảng Ngãi et de Quang Tin. Une colonne de secours dirigée par le 1er bataillon du 4e régiment est touchée par de violents tirs de mortier et de roquettes de la PAVN à 9 km de Ky Tra. Un bataillon du 6e régiment ne parvient pas non plus à atteindre Ky Tra. Pendant ce temps, le 31e régiment PAVN de la 2e division lance une attaque contre les avant-postes protégeant Tiên Phước, et une position ARVN, tenue par le 131e bataillon RF, est perdue. Les attaques se poursuivent les 16 et 17 mai, mais deux bataillons RF à Tiên Phước repoussent les attaques du 31e régiment en subissant de lourdes pertes. Le 19 mai, le 1er régiment PAVN attaque à nouveau le 1er bataillon du 4e régiment, le bataillon ARVN en sous-effectif s'effondre et perd près de 200 armes et 13 radios de campagne, impossibles à remplacer, dans la déroute. Pendant que l'infanterie se battait dans les collines, les PAVN pilonnaient le quartier général de la division à Chu Lai et la ville de Tam Ky et son aérodrome avec des roquettes de 122 mm. Le général de brigade Nhut envoya le 12e groupe de Rangers, sous son contrôle opérationnel, pour renforcer Tiên Phước. Bien que le 31e régiment de la PAVN ait continué d'attaquer, il n'a pas réussi à percer jusqu'à Tiên Phước. Au début du mois de juin, le 12e groupe de Rangers fut relevé par le 5e régiment et parvint à tenir Tiên Phước et à garder la route ouverte jusqu'à Tam Ky. Les pertes des deux côtés sont importantes et, à la mi-juin, le 1er bataillon du 4e régiment et les 2e et 3e bataillon du 6e régiment sont inefficaces au combat en raison des pertes humaines et matérielles. Le 5e régiment a également subi des pertes modérées depuis le 1er juin sur le champ de bataille de Quang Tin, principalement le long de la route Tam Ky-Tiên Phước, et n'est que marginalement efficace. De même, le 12e groupe de Rangers, qui s'était distingué dans la défense de Tiên Phước, manquait cruellement d'effectifs en raison des pertes élevées qu'il avait subies. Le général Nhut fit engager deux autres groupes de Rangers, le 11e et le 14e, sur des positions avancées dans les collines et garda son 4e groupe de cavalerie blindée comme réserve de division. Tout au long de la bataille de Tiên Phước-Ky Tra, le général Nhut dut faire face à de sérieuses menaces pour la sécurité de la région côtière de Quang Ngai. La 52e brigade PAVN y maintenait la pression sur les lignes de communication et les centres de population, défendus en grande partie par des unités RF et PF dont la performance habituelle sous les attaques ennemies de force principale était, au mieux, désultoire. Cependant, le 5 mai, au sud du district de Nghĩa Hành, le 9e bataillon du 52e régiment de la PAVN, renforcé par le 15e bataillon du génie de la 52e brigade, a attaqué le 17e bataillon des FR, mais l'attaque a été repoussée, laissant 21 morts et un certain nombre d'armes sur la position défensive des FR. Lors de cette bataille, les soldats PAVN étaient déguisés en uniformes ARVN, une tactique fréquemment utilisée. L'augmentation des attaques ennemies au cours du mois de mai ne s'est toutefois pas limitée à la côte. Dans le sud-ouest de Quang Ngai, à la frontière de la province de Kontum, le 70e bataillon de Rangers de l'ARVN a engagé de violents combats avec une force ennemie à l'est de Gia Vuc à la mi-mai:110–2. 
Les demandes de renforts dans la province de Quang Nam et dans la vallée de Quế Sơn avaient dispersé l'ARVN dans la province de Quảng Ngãi, en proie à l'activité ennemie depuis le début de l'été. La division avait mené des opérations de pacification et de sécurité relativement réussies à Quang Ngai, mais la vaste étendue de territoire qu'elle devait couvrir était vulnérable aux attaques de type "hit-and-run". En outre, un certain nombre d'avant-postes de l'ARVN se trouvaient au fin fond des collines, hors de portée d'un soutien ou d'un renfort rapide. Le principal adversaire de l'ARVN à Quang Ngai était toujours la 52e brigade PAVN, qui disposait de quatre bataillons d'infanterie, d'un bataillon de sapeurs et d'une artillerie de soutien. Les bataillons de la brigade sont déployés à l'ouest de la route 1 et au sud de la ville du district de Nghĩa Hành, en position de menacer les zones peuplées de Mộ Đức et Đức Phổ, ainsi que les sièges des districts montagneux de Sơn Hà, Trà Bồng et Minh Long et l'avant-poste frontalier de Gia Vuc, à l'extrême ouest du district de Ba To. Cinq autres bataillons de sapeurs et d'infanterie locaux sont disposés près de la route 1, du district septentrional de Bình Sơn au sud de Đức Phổ, et un bataillon s'est infiltré dans la péninsule de Batangan, à l'est de Bình Sơn. Dans la province de Quảng Ngãi, 12 bataillons de RF et 3 bataillons du 11e groupe de Rangers renforcent la division. Le 68e bataillon de Rangers se trouvait dans la ville du district de Sơn Hà, au-dessus des montagnes à l'ouest de la ville de Quang Ngai ; le 69e bataillon de Rangers se trouvait à Trà Bồng, en amont de la rivière Trà Bồng depuis Bình Sơn ; et le 70e bataillon de Rangers défendait toujours l'avant-poste de Gia Vuc. En synchronisant ses opérations avec l'ouverture de l'offensive dans la province de Quang Nam, la PAVN lança de lourdes attaques par le feu et des assauts terrestres dans l'ensemble de Quang Ngai dans la nuit du 19 juillet 1974. Le lendemain matin, les artilleurs de la PAVN ont tiré huit roquettes de 122 mm sur la base de Chu Lai, sans toutefois causer de dommages. Les attaques se poursuivent pendant cinq jours avant que l'intensité ne commence à diminuer:123. 
Le 1er août 1974, la 3e division étant fortement engagée à Thượng Đức (en) et Duc Duc, la responsabilité de la vallée de Quế Sơn est transférée à la division. Le 57e régiment de la 3e division, moins un bataillon rattaché à la 2e infanterie à Duc Duc, est rattaché à la division dans la vallée de Quế Sơn, et le 4e régiment est déployé dans la vallée depuis le district de Bình Sơn dans la province de Quảng Ngãi pour constituer la réserve du 1er corps d'armée au sud du col de Hải Vân. Pour compenser le départ du 4e régiment, le 5e régiment est déplacé à Binh Son, et le 6e régiment reprend la mission du 5e régiment dans le district de Đức Phổ. Il ne reste plus que les RF/PF et quelques Rangers dans le district menacé de Mộ Đức de Quang Ngai. Le 4e régiment est immédiatement engagé par deux bataillons PAVN entre la base d'appui-feu Baldy (en) (Firebase Baldy) et Quế Sơn. Bien qu'aucune autre position importante n'ait été perdue, les combats se poursuivent sporadiquement pendant le reste de l'année dans la vallée de Quế Sơn:120. 
Les 3 et 4 août, de fortes attaques des PAVN ont à nouveau éclaté dans le district central de Nghĩa Hành. Dans les collines au sud du chef-lieu du district, dans la vallée de Cong Hoa, le 118e bataillon de RF est débordé à la suite d'une forte concentration d'artillerie. Deux bataillons, l'un de RF et l'autre du 5e régiment, sont envoyés en renfort au 118e, mais ils arrivent trop tard pour sauver la position. Les généraux Trưởng et Nhut voient s'éloigner les gains durement acquis au cours de l'été. Il n'y a pas eu d'initiatives spectaculaires de la part des PAVN/VC, mais une érosion progressive de la sécurité, les petites positions tombant les unes après les autres sous les assauts brefs et violents de l'ennemi. Mais avec si peu de troupes disponibles, les commandants de l'ARVN ne pouvaient pas faire grand-chose pour arrêter le déclin, et encore moins pour rétablir la situation antérieure. Le premier quartier général de district à tomber au cours de l'offensive de l'APVN fut Minh Long, lorsque des éléments de la 52e brigade de l'APVN prirent le contrôle des deux compagnies de RF qui le défendaient, le 17 août. Les avant-postes tenus par les 15 sections locales des PF s'effondrèrent rapidement sous le poids de l'artillerie PAVN. Un peloton d'artillerie de 105 mm fut bientôt hors de combat, ses obusiers ayant été endommagés par les tirs des PAVN. Une force de secours de trois bataillons de l'ARVN ne parvint pas à progresser, et des camions de l'armée PAVN furent vus en train de transporter des munitions à Minh Long le 23 août. Trois jours après la chute de Minh Long. Le général Nhut demanda au général Trưởng l'autorisation de retirer le 70e bataillon de Rangers de Gia Vuc, désormais complètement isolé et exposé aux attaques de la PAVN. Le général Nhut voulait également retirer les 68e et 69e bataillon de Rangers de Sơn Hà et de Trà Bồng, car ces bataillons avaient peu de chances de survivre face à la puissance de feu des PAVN. Le général Trưởng comprend, mais il n'accepte pas d'abandonner des districts à la PAVN sans combattre. Les tirs d'artillerie sur Gia Vuc débutent le 19 septembre, suivis peu après par des assauts terrestres. Cinq avant-postes tombent, mais les Rangers se déplacent rapidement et reprennent trois d'entre eux. Mais sans soutien d'artillerie ou de frappes aériennes en raison du mauvais temps et perdant 50 hommes tués et autant de blessés, le 70e bataillon de Rangers n'a pas pu tenir. Le camp tombe le 21 septembre. Seuls 21 survivants parvinrent à regagner les lignes de l'ARVN. La province assiégée de Quang Ngai reçut un peu d'aide le 1er octobre lorsque le 4e régiment retourna à Chu Lai après ses opérations dans la vallée de Quế Sơn pour tenter de récupérer le terrain perdu par la PAVN au sud de la ville du district de Nghĩa Hành. Bien retranchés, les PAVN avaient même déplacé une batterie de canons antiaériens de 37 mm à moins de 4 km du chef-lieu de district, mais les canons furent rapidement détruits par l'artillerie de l'ARVN. La force PAVN qui bloquait l'avancée du 4e régiment comprenait trois bataillons de la 52e brigade. Le 4e régiment subit de lourdes pertes mais ne réalise aucun gain significatif:123–4 
En décembre, les bataillons reconstitués du 14e groupe de Rangers de la province de Quang Nam renforcent le 6e régiment dans de violents combats sur la péninsule de Batangan. Les pertes sont élevées, mais les améliorations apportées à la sécurité locale sont légères. À la fin de l'année, à Quang Ngai, l'avantage et l'initiative étaient aux mains des PAVN. Les forces de la RF/PF sont sous-effectives et découragées ; la division, autrefois efficace, ne peut aligner que des bataillons de 300 hommes chacun, et les bataillons de Rangers sont terriblement fatigués par les combats incessants. La campagne de raids stratégiques de la PAVN dans la vaste région située au sud du col de Hải Vân avait permis d'accomplir trois choses qui plaçaient les forces de la PAVN dans une excellente position pour entamer une offensive majeure. Premièrement, bien que les pertes de la PAVN aient été très élevées, la campagne avait gravement réduit le nombre de chefs et de soldats expérimentés de l'ARVN. Les remplaçants n'étaient pas bien entraînés ou en nombre suffisant pour remettre sur pied des bataillons meurtris. En revanche, les remplaçants de la PAVN étaient nombreux et ne subissaient pas d'interférences. Deuxièmement, le commandement, l'état-major, la logistique et les communications de la PAVN ont été considérablement développés et éprouvés au cours de cette campagne ; le nouveau 3e corps d'armée bénéficie de l'expérience précieuse d'une offensive majeure. Troisièmement, la PAVN avait poussé ses positions jusqu'à la limite de l'étroite plaine côtière et se trouvait à portée d'artillerie de presque toutes les grandes installations et centres de population sud-vietnamiens. Pendant ce temps, des progrès similaires étaient réalisés au nord du col de Hải Vân:124.

### 1975
Dans la province de Quảng Ngãi, l'offensive du PAVN a été retardée par une opération de nettoyage agressive, l'opération Quyet Thanh A-1-75 dans le district de Nghia Hanh. Le 4e Régiment y fut impliqué dans de violents combats les 6 et 7 mars et les pertes du PAVN furent importantes:155.
Le 10 mars, deux bataillons du 31e régiment PAVN, 2e division, ont attaqué Tien Phuoc depuis le nord et l'ouest, tandis que des éléments du 1er Régiment PAVN frappaient depuis le sud et le nord-est. À Hau Duc, un autre bataillon du 31e régiment PAVN, avec le soutien des forces locales, a envahi le 102e Bataillon RF. Les réfugiés des deux districts ont commencé à affluer vers Tam Ky, la capitale de la province, qui a elle-même été touchée par des obus de 122 mm de la PAVN. le 11 mars, la principale base de Chu Lai a également été bombardée par des roquettes. Les restes des 116e et 134e bataillon RF décimés à Tien Phuoc, également étranglés vers l'est en direction de Tam Ky. Le 115e bataillon RF a quitté ses positions sur la montagne Ban Quan à l'est de Tien Phuoc et s'est retiré vers Tam Ky, mais a laissé quatre obusiers au PAVN. Le 3e bataillon, 5e régiment avec le 115e bataillon RF, contre-attaque à My Mountain, le dernier point élevé important de la route 533 entre Tam Ky et Tien Phuoc et reprend la position pour être repoussé à nouveau par d'intenses tirs d'artillerie. Le général Nhut a organisé une colonne de secours pour sortir de Tam Ky et protéger le retrait des territoriaux et des civils de Tien Phuoc. Le PAVN tenait cependant les hauteurs surplombant l'approche de la colonne, y compris une colline importante appelée Nui Ngoc. Le 11 mars, la colonne, composée des 37e et 39e bataillon de Rangers et du 1er bataillon du 5e régiment, s'arrêta avant Nui Ngoc. Le 12 mars, le général Nhut envoie le 5e régiment d'infanterie depuis la province de Quảng Ngãi et le déploie à l'ouest de Tam Ky. Ses trois bataillons étaient en profondeur le long de la route 533, les éléments avancés juste à l'est de My Mountain. Deux bataillons RF, le 115e et le 135e se trouvaient au nord de la 5e infanterie, entre la route 533 et le groupe de travail des Rangers en dessous de Nui Ngoc. Le 21e bataillon de Rangers se trouvait derrière le 135e bataillon RF, à l'ouest de Tam Ky. Ainsi, le général Nhut disposait de neuf bataillons à l'ouest de Tam Ky, alors qu'une forte force du PAVN était sur le point de poursuivre l'attaque vers cette ville. De plus, Tam Ky était désormais à portée de l'artillerie légère du PAVN:156. 
Le 14 mars, le général Truong a rencontré le général Lâm Quang Thi (vi), commandant les troupes du 1er corps d'armée dans les provinces de Quang Tri et Thua Thien, et le général Bùi Thế Lân, commandant de la division de Marines, pour expliquer son concept pour la défense finale de Da Nang. Il attirera toutes les forces de combat vers Quang Nam et défendra Da Nang avec les 1re, 3e et division de Marines en ligne et la 2e division en réserve, mais ce déploiement se fera approximativement progressivement à mesure que les troupes divisionnaires seront relevées dans les provinces de Quang Tri et Thua Thien et le terrain dans la partie sud de la région a été abandonné. Le général Truong a ordonné l'évacuation immédiate de toutes les unités militaires, y compris le 68e bataillon de Rangers à Son Ha et le 69e bataillon de Rangers à Tra Bong, ainsi que tous les civils des deux zones qui voulaient partir:157. Le général Truong a ordonné au général Nhut det garder son 6e régiment au sud de la ville de Nghia Hanh pour protéger la ville de Quang Ngai. Le PAVN a attaqué vigoureusement tout Quang Ngai les 14 et 15 mars, envahissant les avant-postes tout autour de la capitale provinciale. Les territoires de Quang Ngai, jamais forts, avaient été encore affaiblis par le départ du 5e régiment pour la province de Quang Tin et le déplacement de la majeure partie du 4e régiment vers la réserve divisionnaire à Chu Lai. Seuls deux bataillons réguliers, le 70e Ranger et le 3e bataillon, 4e régiment, sont restés au sud de Mo Duc ; seulement trois bataillons RF entre Mo Duc et la frontière de Binh Dinh. Dans les secteurs nord, dans la nuit du 15 au 16 mars, une attaque du PAVN a détruit cinq pelotons du PF au nord de Binh Son et fermé la Route 1 jusqu'à la frontière de Quang Tin. À Quang Tin, le PAVN a attaqué au nord de Tam Ky, près de la Route 1 et a envahi une compagnie RF au nord de la ville le 15 mars. Lorsque le PAVN a également frappé à l'ouest de Tam Ky, le 5e régiment et le 12e groupe de Rangers se sont repliés et le 37e bataillon de Rangers a été mis en déroute:157.
L'évacuation de Son Ha et Tra Bong a commencé le 16 mars lorsque deux hélicoptères CH-47 Chinook ont commencé à évacuer des civils. Le 68e bataillon de Rangers, 17 pelotons RF et plus de 400 PSDF (People's Self-Defense Force - Force populaire d'autodéfense) étaient des soldats envoyés par avion dans le district de Son Tinh, au nord de la ville de Quang Ngai. Beaucoup des 12 000 habitants de Tra Bong ont commencé à se déplacer le long de la route menant à Binh Son, protégés par le 69e bataillon de Rangers. Dans la colonne se trouvaient également une batterie d'artillerie territoriale, une compagnie RF, 22 pelotons PF et 600 miliciens PSDF. Alors que la randonnée de 25 km commençait, le PAVN a attaqué les avant-postes au nord de Binh Son et a coupé la Route 1 entre cette ville et Chu Lai. L'artillerie du PAVN a bombardé Binh Son, causant de légères pertes civiles tandis que l'infanterie du PAVN a anéanti plusieurs avant-postes au sud du district de Sơn Tịnh. Pendant ce temps, le général Nhut a déplacé le 2e bataillon du 6e régiment de Nghia Hanh vers la limite ouest de la ville de Quang Ngai:157–8.
Le 20 mars, malgré les efforts du général Nhut pour concentrer ses forces pour la défense de Tam Ky, les perspectives étaient sombres. La ville a été touchée par de violents tirs de roquettes le 21 mars. Le 4e régiment a déplacé seon poste de commandement à Tam Ky depuis Quang Ngai, le 1er bataillon, 6e régiment, a déménagé du district de Binh Son et le quartier général du 916e groupe RF a quitté Thang Binh avec le 135e bataillon RF. La situation dans la province de Quảng Ngãi devenait désespérée bien que des éléments du 4e régiment aient réussi à ouvrir la Route 1 dans le district de Binh Son, mais à l'ouest de Binh Son, le PAVN a frappé la longue colonne de réfugiés et de militaires fuyant Tra Bong ; le 69e bataillon de Rangers a été pris en embuscade et négligé. Le PAVN a attaqué au sud de Duc Pho, coupant la Route 1, isolant Sa Huynh et les deux bataillons qui la défendaient, le 70e Ranger et le 137e bataillon RF. Le 22 mars, le général Truong a donné au général Nhut l'autorité de consolider ses forces de toutes les manières possibles afin de préserver la force de combat:159.
Au sud-ouest de Tam Ky, le 2e bataillon du 5e régiment mène de violents combats depuis le 12 mars. Commençant la campagne avec 350 hommes, le 22 mars, le bataillon n'en comptait plus que 130, après de lourdes pertes et de nombreuses désertions. Le général Nhut le remplaça par le 2e bataillon du 4e régiment, engagea le 4e régiment au sud-ouest de Tam Ky, accompagné de deux bataillons du 5e régiment et d'une compagnie de chars et envoya le 1er bataillon du 6e régiment de Tam Ky pour aider à l'opération de défense de Chu Lai. Le 12e groupe de Rangers reste sur le périmètre nord-ouest de Tam Ky:159.
L'assaut final du PAVN sur Tam Ky a commencé le 24 mars. Les sapeurs ont franchi le périmètre et, en milieu de matinée, se trouvaient au centre de la ville, faisant exploser la centrale électrique. Les tirs d'artillerie étaient intenses tout au long de la ligne et à midi, les chars et l'infanterie percèrent un bataillon RF et le 3e bataillon du 5e régiment. Cet après-midi-là, la ville fut perdue et le général Truong ordonna au général Nhut de retirer ses forces de Tam Ky et de les rassembler pour la défense de Chu Lai. Mais à ce moment-là. Le général Nhut n'avait plus assez de contrôle sur la situation ni sur ses unités pour se conformer pleinement à ces ordres. Il réussit à faire avancer le quartier général et un bataillon du 4e régiment, ainsi que quelques fragments épars d'autres unités du 4e régiment, vers Chu Lai ce soir-là. Deux bataillons du 5e régiment, dispersés lors de l'assaut, se rassemblaient également pour la marche vers le sud. Les unités sur le périmètre nord-ouest, y compris le 12e groupe de Rangers dispersé et l'état-major du commandant adjoint de la division, ont été forcées de se retirer vers le nord en direction de Quang Nam, se rendant à la base d'appui-feu Baldy (Firebase Baldy), juste à l'intérieur de la frontière de Quang Nam sur la route 1. Le général Truong a également ordonné l'évacuation de toutes les forces de la province de Quảng Ngãi ; ils devaient également se rassembler pour la défense de Chu Lai. Les considérations liées à cette tâche ont été mises à rude épreuve par les sapeurs du PAVN qui ont fait sauter un pont important sur la Route 1 entre Quang Ngai et Chu Lai:160.
Le 25 mars, le général Truong ordonna à la division de se déplacer vers Da Nang pour rejoindre la défense de la ville en remplacement de la division de Marines qui devait se retirer dans la région de Saigon. Le transport maritime depuis Chu Lai débutera à la tombée de la nuit le 25 mars sur des navires de débarquement de chars (Landing Ship Tank - LST) en route depuis Saigon. Les bateaux engagés dans le retrait des forces dans la province de Thua Thien apporteront également leur aide à Chu Lai. Tandis que les navires convergeaient vers Chu Lai, le 6e régiment, battu, se frayait un chemin vers Chu Lai depuis Quang Ngai. Le chef de la province de Quảng Ngãi et son état-major, incapables de percer les unités PAVN sur la route de Chu Lai, se sont rendus en bateau jusqu'à l'île de Ré, à 32 km au large de Chu Lai. Alors qu'une colonne de soldats et de réfugirs luttait vers le nord sur la Route 1, au nord de Quang Ngai, des morts et des blessés jonchaient la route. Une fois le transport maritime depuis Chu Lai commencé, la panique a pris le dessus alors que les soldats se battaient pour une place sur les premiers bateaux. Un ordre suffisant fut cependant rétabli pour déplacer environ 7 000 soldats jusqu'à Da Nang. Les restes du 4e régiment et du 6e régiment, presque inexistant, furent regroupés sur l'île de Ré tandis que le 12e groupe de Rangers, réduit à seulement 500 hommes, et les quelques soldats restants du 5e régiment, furent rassemblés près de Da Nang et la plupart furent capturés lorsque le la ville est tombée aux mains du PAVN le 30 mars:160–1.
Le 1er avril, environ 500 soldats survivants de la division sont arrivés dans la province de Binh Thuan. Une fois réorganisés et rééquipés, ils ont repris la mission de sécurité dans le district de Hàm Tân (vi). Le 11 avril, la division, qui avait été rassemblée à Ham Tan, comptait 3 600 hommes, dont deux bataillons RF qui lui étaient affectés depuis la province de Gia Dinh:173. Le 13 avril, les 4e et 5e régiment arrivèrent à la base aérienne de Phan Rang (en) (Phan Rang Air Base ). par la route depuis Phan Thiet pour remplacer la 2e brigade aéroportée qui s'est retirée à Saigon:410–1. Le 16 avril, le PAVN a commencé sa dernière attaque sur Phan Rang AB. À 8h45, une force mécanisée PAVN de la taille d'un bataillon a attaqué le long de la Route 11 en direction de la base. Pendant qu'un élément attaquait le 5e régiment défendant la Route 11, l'autre se déplaçait autour de celle-ci pour attaquer directement la base et en même temps le 25e régiment du PAVN attaquait le nord de la base. Le 5e régiment s'est rapidement brisé et s'est enfui, permettant au PAVN d'attaquer la porte principale de la base, tandis que le 25e régiment a pénétré le périmètre nord avec des explosifs et a capturé la zone de stockage des bombes. Les troupes aéroportées ont tenté une contre-attaque contre le 25e régiment, mais a été repoussé puis coincé entre le PAVN et à 9h30, le PAVN avait capturé la base:423–5. 

## Organisation
Unités constitutives :
- 4e régiment d'infanterie
- 5e régiment d'infanterie
- 6e régiment d'infanterie
- 20e, 21e, 22e et 23e bataillon d'artillerie
- 4e escadron de cavalerie blindée
- 2e équipe consultative américaine

## Commandants
| N° | Nom complet       | Grade                                                             | Durée du mandat | Commantaires                                                                                        |
| -- | ----------------- | ----------------------------------------------------------------- | --------------- | --------------------------------------------------------------------------------------------------- |
| 1  | Tôn Thất Đính     | Lieutenant-colonel Colonel (2/1955)                               | 1/1955-11/1956  | Démobilisé en 1966 avec le grade de lieutenant général                                              |
| 2  | Đặng Văn Sơn      | Lieutenant-colonel                                                | 11/1956-6/1957  | Démobilisé en 1964 avec le grade de colonel                                                         |
| 3  | Lê Quang Trọng    | Lieutenant-colonel                                                | 6/1957-8/1958   | Démobilisé en 1963 avec le grade de colonel                                                         |
| 4  | Duong Ngoc Lotus  | Lieutenant-colonel (10/1959)                                      | 8/1958-6/1961   | Démobilisé en 1964 avec le grade de général de division                                             |
| 5  | Lâm Văn Phát      | Colonel général de division (11/1963)                             | 6/1961-6/1963   | Démobilisé en 1965 au grade de général de division. Le 29 avril 4, il est promu lieutenant-général. |
| 6  | Trương Văn Chương | Colonel                                                           | 6/1963-12/1963  | Démobilisé au même niveau en 1965                                                                   |
| 7  | Tôn Thất Xứng     | Colonel général de division (2/1964)                              | 12/1963-2/1964  | Démobilisé en 1967 avec le grade de général de division                                             |
| 8  | Ngô Dzu           | Colonel Général de brigade (5/1964) Général de division (6/1966)  | 1/1964-7/1964   | Démobilisé en 1974 avec le grade de lieutenant général                                              |
| 9  | Nguyễn Thanh Sằng | Colonel                                                           | 7/1964-10/1964  | Démobilisé en 1973 avec le grade de général de division                                             |
| 10 | Hoàng Xuân Lãm    | Général de brigade Général de division (11/1965)                  | 10/1964-1/1967  | Plus tard, lieutenant-général, secrétaire général adjoint à la Défense.                             |
| 11 | Nguyễn Văn Toàn   | Colonel Général de brigade (6/1968) Général de division (11/1970) | 1/1967-1/1972   | Plus tard, lieutenant-général, commandant du 3e corps d'armée                                       |
| 12 | Phan Hòa Hiệp     | Colonel Général de brigade (1/2972)                               | 1/1972-8/1972   | Plus tard, le général de brigade chef de la 2e délégation militaire                                 |
| 13 | Trần Văn Nhựt     | Colonel Général de brigade (11/1972)                              | 8/1972-4/1975   | Enfin, le général de brigade chef de la 2e délégation militaire                                     |

## Source
- (en) Cet article est partiellement ou en totalité issu de l’article de Wikipédia en anglais intitulé « 2nd Division (South Vietnam) » (voir la liste des auteurs).